# Клаварія ламка
Клаварія ламка (Clavaria fragilis) — вид грибів роду клаварія (Clavaria). Сучасну біномінальну назву надано у 1790 році.

## Назва
Англійською мовою має назви англ. fairy fingers (чарівні пальці), англ. white worm coral (біло-черв'ячний корал) та англ. white spindles (білі шпинделі).

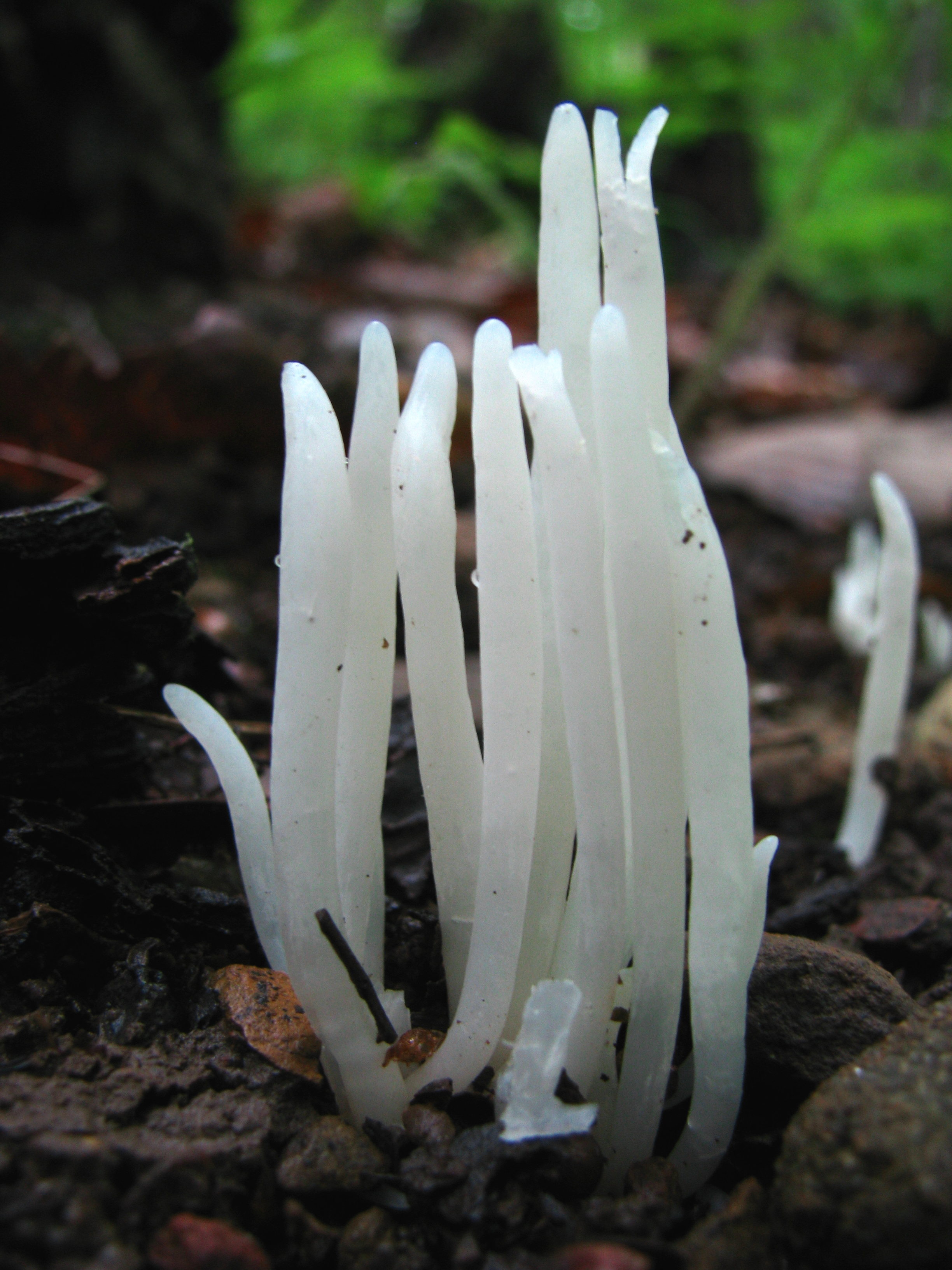
Фотографія Клаварії ламкої

## Будова
Плодові тіла гриба білі гладкі трубчасті та дуже ламкі до 150 мм висоти та 5 мм товщини. Ростуть у тісних групах. На кінчику гриба з віком проявляється жовта цятка. У гриба майже немає ніжки. Можна спостерігати рудиментарні напівпрозорі залишки її при основі плодового тіла.

## Поширення та середовище існування
Росте на вологих ґрунтах на півночі Євразії та Північної Америки. Є свідчення, що гриб зустрічається в Австралії та Південній Африці.

## Практичне використання
Гриб їстівний, проте не має смаку. Збір ускладнюється мініатюрністю гриба та ламкістю його плодового тіла.